# António Olavo Monteiro Tôrres
António Olavo Monteiro Tôrres († 24. März 1851 in Portugiesisch-Timor) war ab dem 22. August 1848 Gouverneur von Portugiesisch-Timor und Solor. Er hatte den Rang eines Kapitänleutnants inne.
Tôrres sah sich mit nur 120 (meist timoresischen) Soldaten einem Aufstand eines Abtrünnigen Moradores gegenüber. 6.000 Krieger verwüsteten Ermera und töteten den dortigen Liurai und 60 seiner Anhänger. Gouverneur Tôrres war gezwungen, den Liurai von Oecussi um Hilfe zu bitten, der daraufhin das mit den Rebellen verbündete Reich von Balibo angriff. Bei dieser Gelegenheit setzten die Timoresen aus Oecussi in Janilo (Jenilu) die portugiesische Flagge, was wiederum die Niederländer auf den Plan rief, die befürchteten, dass der Hafen von Atapupu seine Verbindung zum Landesinneren verliert. Verhandlungen zur Beilegung der Grenzstreitigkeiten, die auf portugiesischer Seite José Joaquim Lopes de Lima führte, blieben erfolglos.
Am 7. März 1851 bat Tôrres in einem Schreiben, zum wiederholten Male, um die vorzeitige Entsendung eines Nachfolgers. Er wollte seine verbleibenden fünf Monate im Dienst nicht mehr ausüben, weil er seinen Gesundheitszustand mangels eines Arztes in der Kolonialhauptstadt Dili als ernst empfand. Am 24. März starb Tôrres. In seiner gesamten Amtszeit hat er keine einzige schriftliche Anweisung aus Macau erhalten.
Die Verwaltung der Kolonie übernahm ein Regierungsrat (portugiesisch Conselho Governativo) bis José Joaquim Lopes de Lima als neuer Gouverneur eintraf. Er war bereits am 30. Oktober 1850 ernannt worden, erreichte aber erst am 23. Juni 1851 Dili. Mit seiner Ernennung erhielt Portugiesisch-Timor den Status einer autonomen Provinz, die Lissabon direkt unterstellt war. Grund dafür war, dass Lopes de Lima zuvor bereits einstweiliger Generalgouverneur von Goa gewesen war. Eine Ernennung zum einfachen Distriktsgouverneur (Governador Subalterno) wäre einer Degradierung gleichgekommen.